# 瓦坦索彭

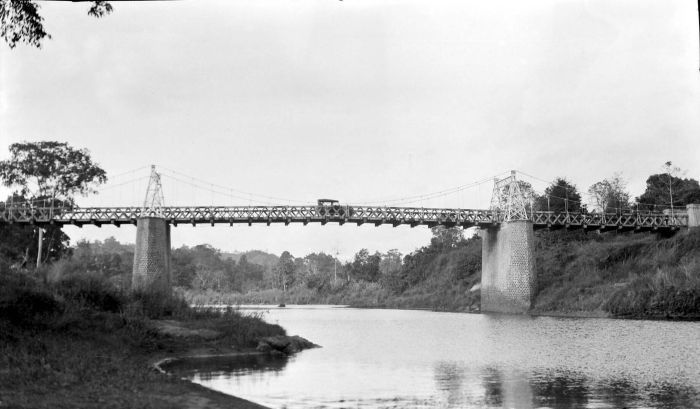
20世纪20年代位于瓦坦索彭附近瓦拉纳伊河上的一座桥

瓦坦索彭（Watansoppeng）是印度尼西亚南苏拉威西省的一个城镇，是索彭县的县治所在，位于苏拉威西岛南半岛中部内陆，空距望加锡100公里。2010年统计，瓦坦索彭所在的拉拉巴塔区（Kecamatan Lalabata）共有44,269人。
城镇又被称为狐蝠之城（Kota Kalong），约有12,500只黑狐蝠悬在城市的树上。

## 资料来源
1. ↑  Biro Pusat Statistik, Jakarta, 2011.